# Antarcturus breidensis
Antarcturus breidensis är en kräftdjursart som beskrevs av Nunomura 2005. Antarcturus breidensis ingår i släktet Antarcturus och familjen Antarcturidae. Inga underarter finns listade i Catalogue of Life.